# パベル・ビズネル
パベル・ビズネル（Pavel Vízner, 1970年7月15日 - ）は、チェコ・プラハ出身の男子プロテニス選手。ダブルスのスペシャリストとしてよく知られ、グランドスラム男子ダブルスで3度の準優勝を記録した選手である。2004年ジャパン・オープン・テニス選手権男子ダブルスでジャレッド・パーマーと組んで優勝したこともある。彼は普段からダブルスのみに活動を絞り、グランドスラム大会の男子シングルスには1度も出場記録がない。ダブルスの自己最高ランキングは5位。身長182cm、体重85kg、右利き。

## 来歴
ビズネルの競技経歴は1988年8月のプラハ・オープンから始まるが、最初期は年間出場試合数が少なかった。1994年8月のプラハ・オープンで、ATPツアーのダブルス決勝に初進出を果たす。1995年に25歳でプロテニス選手となり、1996年にダブルスで年間3勝を獲得する。1997年ウィンブルドン選手権男子ダブルスで、ビズネルはマルティン・ダムと組んで準決勝に進み、ここで最初の活躍を見せた。この試合で敗れた相手は、当時の男子テニス界でダブルスの世界最強を争っていたヤッコ・エルティン/ポール・ハーフース組であった。1998年から2002年までの間に、ビズネルは10大会でダブルス決勝戦に進出するが、いずれも準優勝で止まり、長い間タイトルから見放された。その中には2001年全仏オープン男子ダブルス準優勝もあり、パートナーは同じチェコのペトル・パーラであったが、決勝でマヘシュ・ブパシ/リーンダー・パエス組に6-7, 3-6 ストレートで敗れた。
2003年2月下旬のコペンハーゲン・オープンで、ビズネルは同じチェコのトマーシュ・ツィブレツと組んで優勝し、ようやく男子ツアーで7年ぶりの4勝目を挙げた。その後は毎年ダブルス優勝を加え、2004年ジャパン・オープン・テニス選手権男子ダブルスではジャレッド・パーマーと組んで優勝した。2007年、ビズネルはルーカス・ドロウヒーと組んで全仏オープンと全米オープンの男子ダブルス決勝に進んだ。全仏決勝は2001年以来6年ぶり2度目の進出だったが、ここではダニエル・ネスター/マーク・ノールズ組に6-2, 3-6, 4-6の逆転で敗れ、またしても準優勝に終わった。全米オープン決勝ではシーモン・アスペリン/ユリアン・ノール組に5-7, 4-6のストレートで敗れた。ビズネルは4大大会男子ダブルスで3度の準優勝止まりに甘んじた。2008年は旧友マルティン・ダムと組んで大半の試合に出場し、2009年度はアスペリンと組んで活動した。
ビズネルは2007年2月、36歳にして初めて男子テニス国別対抗戦デビスカップチェコ代表選手に選ばれ、これまで3試合に出場している。デビスカップ2008ワールドグループ1回戦対ベルギー戦では、チェコ代表の勝利が決まった後の消化試合としてシングルス第5試合に出場し（結果は途中棄権）、ここで1994年以来14年ぶりのシングルス戦をこなした。2008年北京五輪男子ダブルスにも出場し、38歳でオリンピック初出場を果たす。マルティン・ダムと組み、2回戦でポーランドのマリウシュ・フィルステンベルク/マルチン・マトコフスキ組に6-1, 6-7, 5-7の逆転で敗れた。
ビズネルは2009年アリアンツ・スイスオープン・グシュタードのダブルスで1回戦敗退した試合が、最後の出場になった。